# Jogos Asiáticos de 2002
Os Jogos Asiáticos de 2002 foram a décima quarta edição do evento multiesportivo realizado na Ásia a cada quatro anos. O evento, realizado em Busan, na Coreia do Sul, foi o primeiro a ser disputado por todos os países membros do Conselho Olímpico da Ásia e contou com a presença de 4 665 atletas masculinos e 3 046 atletas femininos, divididos entre as competições, e mais de dezesseis mil voluntários.
Seu logotipo foi formado por duas ondas em tons diferentes de azul, representando Busan e a Coreia. No alto da imagem, aparece o sol vermelho, símbolo do Conselho Olímpico da Ásia e elemento presente em todos os logotipos de eventos organizados pela entidade. A mascote da edição de Busan foi uma gaivota, o pássaro símbolo da cidade, representando a cultura coreana e boas expectativas para a Ásia no século XXI.

## Países participantes
44 países participaram do evento:
| - Afeganistão - Arábia Saudita - Bangladesh - Bahrein - Brunei - Butão - Camboja - China - Coreia do Norte - Coreia do Sul - Emirados Árabes Unidos - Filipinas - Hong Kong - Índia - Indonésia | - Japão - Cazaquistão - Kuwait - Irão - Iêmen - Jordânia - Laos - Líbano - Macau - Malásia - Maldivas - Myanmar - Mongólia - Nepal - Omã | - Palestina - Paquistão - Catar - Quirguistão - Sri Lanka - Singapura - Síria - Taipé Chinesa - Tajiquistão - Tailândia - Timor-Leste - Turquemenistão - Uzbequistão - Vietname |

## Esportes
38 modalidades, de 38 esportes, formaram o programa dos Jogos:
| - Atletismo - Badminton - Basquetebol - Beisebol - Bilhar - Boliche - Boxe - Canoagem - Caratê - Ciclismo - Esgrima - Fisiculturismo - Futebol | - Ginástica - Golfe - Handebol - Hipismo - Hóquei - Judô - Kabaddi - Levantamento de peso - Lutas - Natação - Pentatlo moderno - Remo - Rugby | - Sepaktakraw - Softbol - Soft Tênis - Squash - Taekwondo - Tênis - Tênis de mesa - Tiro - Tiro com arco - Vela - Voleibol - Wushu |

## Quadro de medalhas
País sede destacado.
| Ordem | País                   | Medalha de ouro | Medalha de prata | Medalha de bronze |       |
| ----- | ---------------------- | --------------- | ---------------- | ----------------- | ----- |
| 1     | China                  | 150             | 84               | 74                | 308   |
| 2     | Coreia do Sul          | 96              | 80               | 84                | 260   |
| 3     | Japão                  | 44              | 74               | 72                | 190   |
| 4     | Cazaquistão            | 20              | 26               | 30                | 76    |
| 5     | Uzbequistão            | 15              | 12               | 24                | 51    |
| 6     | Tailândia              | 14              | 19               | 10                | 43    |
| 7     | Taipé Chinesa          | 10              | 17               | 25                | 52    |
| 8     | Índia                  | 10              | 12               | 13                | 35    |
| 9     | Coreia do Norte        | 9               | 11               | 13                | 33    |
| 10    | Irã                    | 8               | 14               | 14                | 36    |
| 11    | Arábia Saudita         | 7               | 1                | 1                 | 9     |
| 12    | Malásia                | 6               | 8                | 16                | 30    |
| 13    | Singapura              | 5               | 2                | 10                | 17    |
| 14    | Indonésia              | 4               | 7                | 12                | 23    |
| 15    | Vietname               | 4               | 7                | 7                 | 18    |
| 16    | Hong Kong              | 4               | 6                | 11                | 21    |
| 17    | Catar                  | 4               | 5                | 8                 | 17    |
| 18    | Filipinas              | 3               | 7                | 16                | 26    |
| 19    | Bahrein                | 3               | 2                | 2                 | 7     |
| 20    | Quirguistão            | 2               | 4                | 6                 | 12    |
| 21    | Kuwait                 | 2               | 1                | 5                 | 8     |
| 22    | Sri Lanka              | 2               | 1                | 3                 | 6     |
| 23    | Paquistão              | 1               | 6                | 6                 | 13    |
| 24    | Myanmar                | 1               | 5                | 6                 | 12    |
| 25    | Turquemenistão         | 1               | 2                | 1                 | 4     |
| 26    | Mongólia               | 1               | 1                | 12                | 14    |
| 27    | Líbano                 | 1               |                  |                   | 1     |
| 28    | Tajiquistão            |                 | 2                | 4                 | 6     |
| 29    | Macau                  |                 | 2                | 2                 | 4     |
| 30    | Emirados Árabes Unidos |                 | 2                | 1                 | 3     |
| 31    | Bangladesh             |                 | 1                |                   | 1     |
| 32    | Nepal                  |                 |                  | 3                 | 3     |
| 32    | Síria                  |                 |                  | 3                 | 3     |
| 34    | Jordânia               |                 |                  | 2                 | 2     |
| 34    | Laos                   |                 |                  | 2                 | 2     |
| 36    | Afeganistão            |                 |                  | 1                 | 1     |
| 36    | Brunei                 |                 |                  | 1                 | 1     |
| 36    | Palestina              |                 |                  | 1                 | 1     |
| 36    | Iémen                  |                 |                  | 1                 | 1     |
| TOTAL | TOTAL                  | 427             | 421              | 502               | 1 350 |